# Baugi

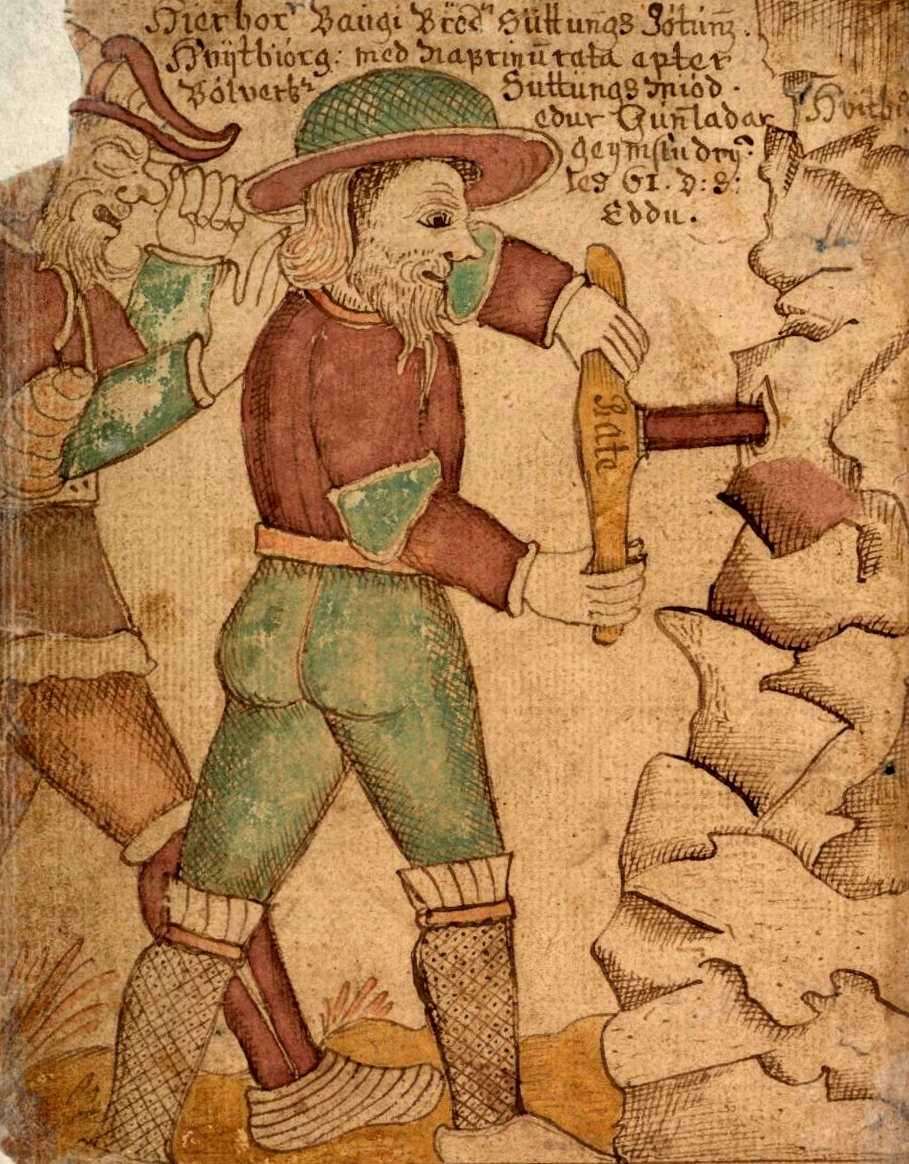
Baugi boort een gat in de bergrots zodat Odin erin kan. Illustratie van een IJslands manuscript uit de 18e eeuw.

Baugi is in de Noordse mythologie een Jötun, de broer van Suttung. 
Suttung verbergt de mede der dichtkunst in een berg na deze van de dwergenbroers Fjalar en Galar in ontvangst te hebben  genomen. Gunnlod, Suttings dochter, houdt bij de mede de wacht. 
Uiteindelijk besluit Odin om deze mede in zijn bezit te krijgen. Hij werkt een hele zomer voor Baugi, een boer, en vraagt dan een klein slokje mede. Baugi boort daarop een gat in de bergrots waarin de mede verborgen zat, en Odin verandert zich in een slang en glijdt naar binnen. Odin haalt Gunnlod over hem drie slokjes te geven. Maar Odin drinkt daarop al de mede op, verandert zich in een arend en verdwijnt. Suttung jaagt hem achterna.